# Кремнієва конкреція
Кремнієва конкреція (рос. кремниевая конкреция, англ. flinty concretion; нім. kieselige Konkretion f) – конкреція і конкреційна лінза, утворена яким-небудь мінералом кремнезему (як правило, кварцом або халцедоном), з домішкою речовини вмісної породи, а також органічної речовини, оксидів заліза, кальциту, доломіту та інш. Часто утворює конкреційні прошарки і слугує маркуючим горизонтом.

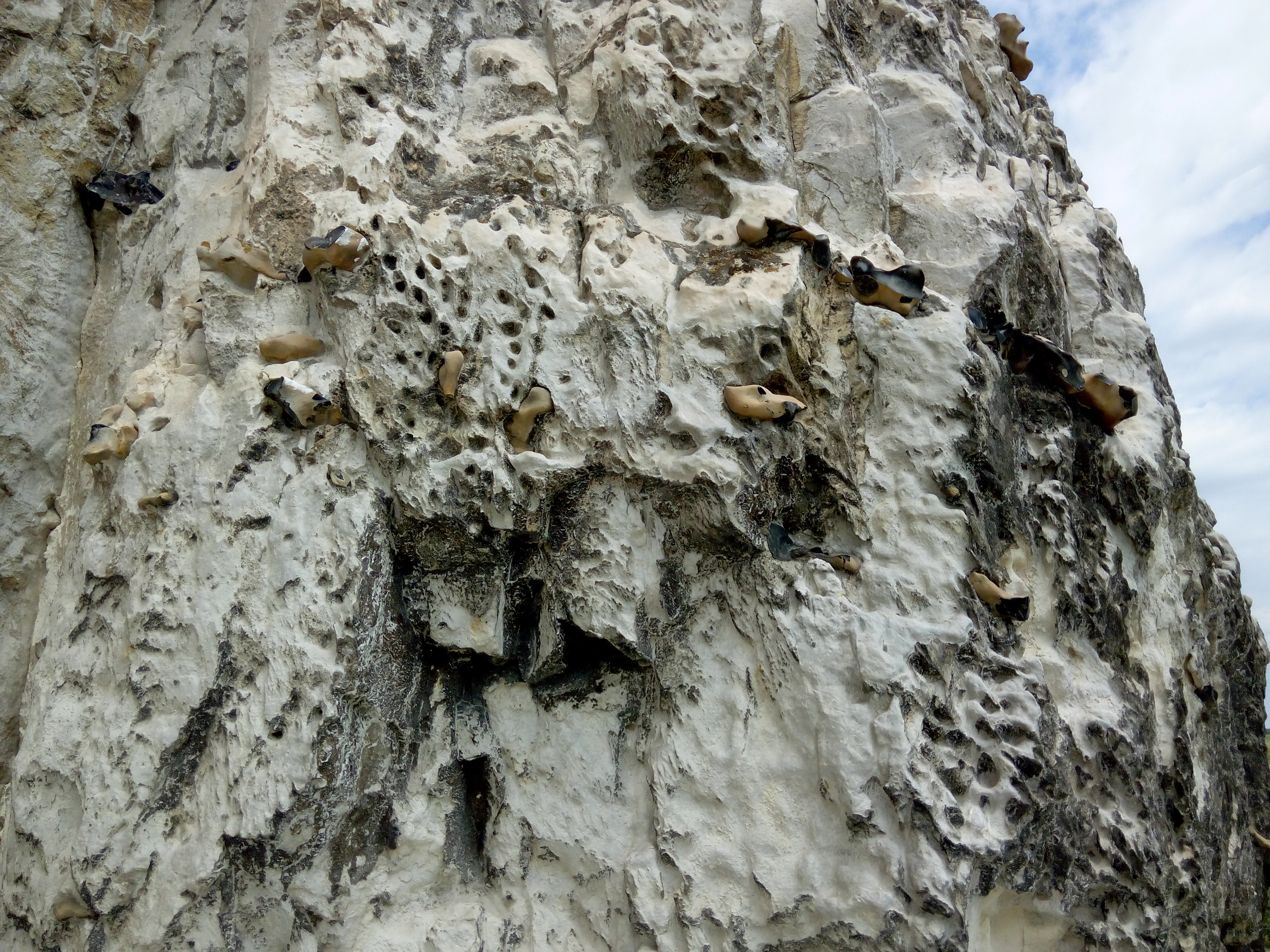
Кремнієві конкреції в крейді

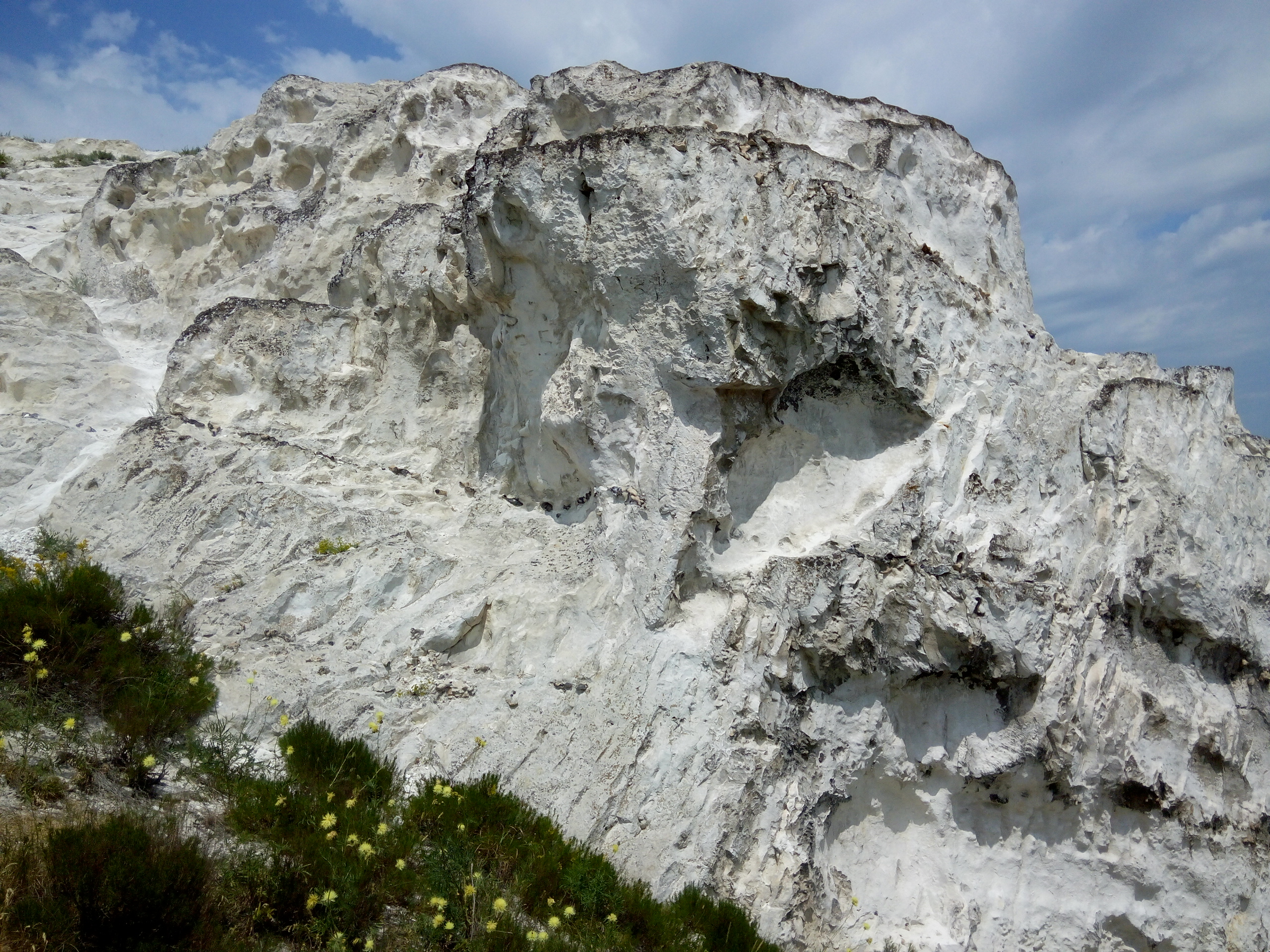
Прошарок кремнієвих конкрецій в крейді